# Reise, Reise
Reise, Reise is het vierde studioalbum van de Duitse metalband Rammstein, dat uitgebracht is op 2 oktober 2004. De naam is een Duitse zeemanskreet die wordt gebruikt om zeelieden op te wekken.
Bekende nummers zijn Mein Teil, Amerika, Moskau en Dalai Lama, vanwege de (volgens sommigen) politieke neiging van Amerika en Moskau en de controversieel getinte liedjes Dalai Lama en Mein Teil. Zo zou Amerika expliciet tegen Amerika protesteren en ging Mein Teil over de excessen van kannibaal Armin Meiwes.

## Nummers
- 01: Reise, Reise (4:12)
- 02: Mein Teil (4:33)
- 03: Dalai Lama (5:39)
- 04: Keine Lust (3:43)
- 05: Los (4:24)
- 06: Amerika (3:47)
- 07: Moskau (4:17)
- 08: Morgenstern (4:00)
- 09: Stein Um Stein (3:53)
- 10: Ohne Dich (4:32)
- 11: Amour (4:51)

## Singles
- 1: Mein Teil
- 2: Amerika
- 3: Ohne Dich
- 4: Keine Lust